# Tasa de bits
En informática y telecomunicaciones, el término tasa de bits (en inglés: bitrate, pronunciado [bit rejt]) define el número de bits que se transmiten por unidad de tiempo a través de un sistema de transmisión digital o entre dos dispositivos digitales. Así pues, es la velocidad de transferencia de datos.

## Factores
Los siguientes son algunos de los factores que determinan la tasa de transferencia:
- diet-working;
- topología de red;
- número de usuarios en la red;
- la computadora del usuario;
- el servidor;
- condiciones de la energía;
- congestión.

## Elección
El ancho de banda teórico de la red es una consideración importante en el diseño de la red, porque la tasa de transferencia de la red nunca es mayor que dicho ancho de banda, debido a las limitaciones puestas por el medio y a las tecnologías de red elegidas.

## Unidades
La unidad con que el Sistema Internacional de Unidades expresa el bit rate es el bit por segundo (bit/s, b/s, bps). La b debe escribirse siempre en minúscula, para impedir la confusión con byte por segundo (B/s). Para convertir de bytes/s a bits/s, basta simplemente con multiplicar por "8"; en caso contrario se divide entre "8".
Que la unidad utilizada sea el bit/s, no implica que no puedan utilizarse múltiplos del mismo:
- kbit/s o kbps (kb/s, kilobit/s o mil bits por segundo)
- Mbit/s o Mbps(Mb/s, Megabit/s o un millón de bits por segundo)
- Gbit/s o Gbps (Gb/s, Gigabit, mil millones de bits)
- byte/s (B/s u 8 bits por segundo)
- kilobyte/s (kB/s, mil bytes u ocho mil bits por segundo)
- megabyte/s (MB/s, un millón de bytes u 8 millones de bit por segundo)
- gigabyte/s (GB/s, mil millones de bytes u 8 mil millones de bits)

Aclaración: El sistema sobre el que se construye es el binario (no el decimal), por lo que todo está basado en las potencias de 2. Por lo tanto, si bien por simplificar expresamos que 1.000.000 bit = 1.000 kbit = 1 Mbit, en rigor la relación es: 1.048.576 bit = 1024 kbit = 1 Mbits. Donde 1024 es 2 elevado a la potencia 10 y 1.048.576 es 2 elevado a la potencia 20.

### Ejemplos
- Velocidades típicas de los accesos de conexión a Internet:[1]
  - Módem RTB: 128 kbit/s = 16 kB/s (16 kilobytes por segundo)
  - ADSL: 64 Mbit/s = 8 MB/s (8 megabytes por segundo)
  - Cable: 30 Mbit/s = 3,75 MB/s (3,75 megabytes por segundo)
  - VSAT: 6 Mbit/s = 750 kB/s (750 kilobytes por segundo)
  - Telefonía móvil 3G: 3 Mbit/s = 375 kB/s (375 kilobytes por segundo)

- Tasas de bits de compresión a MP3:
  - 4 kbit/s — mínimo para reconocer el habla
  - 8 kbit/s — calidad telefónica convencional
  - 32 kbit/s — radio AM
  - 96 kbit/s — radio FM
  - 128 kbit/s — sonido calidad semi CD, muy común en MP3
  - 192 kbit/s — sonido calidad CD en formato MP3
  - 320 kbit/s — máxima calidad para formato MP3

### Tasa de bits en internet
Las velocidades de conexión a Internet son brutas. En la práctica, la velocidad neta disponible para el usuario, suele ser entre un 10% y un 15% menor, debido al ancho de banda consumido por las cabeceras y las colas de los protocolos. Los consumidores generalmente son los perjudicados al pagar por una velocidad de Internet y recibir otra menor, se debería establecer un porcentaje mínimo de pérdida admisible como control de calidad.

### Bit por segundo frente a baudio
Un error frecuente es utilizar el baudio como sinónimo de bit por segundo. La velocidad en baudios, o baud rate, no debe confundirse con la tasa de bits. La velocidad en baudios de una señal representa el número de cambios de estado, o eventos de señalización, que la señal tiene en un segundo. Cada evento de señalización transmitido puede transportar uno o más bits. Sólo cuando cada evento de señalización transporta un solo bit coinciden la velocidad de transmisión de datos en baudios y en bits por segundo.

## Tipos de tasa de bits
La velocidad de transferencia de datos puede ser constante o variable.

### Constante
CBR aplica una cuantificación uniforme, por lo que no tiene en cuenta si en la señal hay zonas con mayor o menor densidad de información, y cuantifica toda la señal por igual.

### Variable
VBR aplica una cuantificación no uniforme que sí hace diferenciación entre las zonas con mayor o menor densidad de información, y la cuantificación resulta más eficaz.